# Gangnam Style

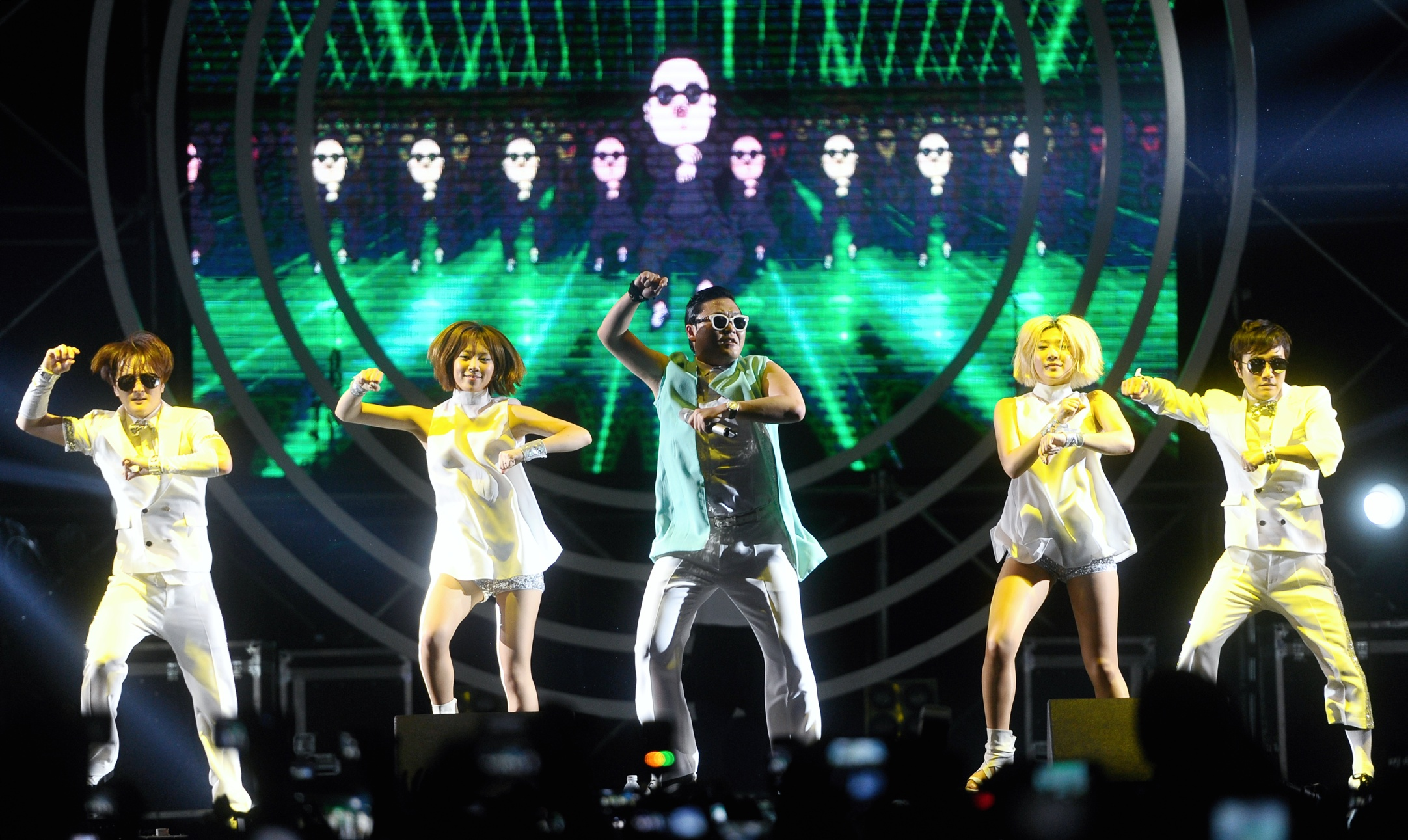
PSY wykonujący taniec Gangnam Style

Gangnam Style (kor. 강남스타일 Gangnamseutail) – singel południowokoreańskiego piosenkarza Psy'a, wydany 7 lipca 2012 roku.
Zdobył popularność dzięki chwytliwemu beatowi, humorystycznemu teledyskowi i charakterystycznemu tańcowi piosenkarza w teledysku. Jak mówi sam wykonawca, taniec ten przypomina „jazdę na niewidzialnym koniu”. Stał się pierwszym utworem z gatunku k-pop, który znalazł się na szczycie listy przebojów iTunes.
15 lipca 2012 roku teledysk został umieszczony w serwisie YouTube. 28 sierpnia został najczęściej oglądanym teledyskiem na YouTube (aż do 14 lipca 2017 roku, kiedy to przebił go teledysk do See You Again Wiza Khalify). Pobił rekord liczby wyświetleń piosenki „Baby” Justina Biebera i „On the Floor” Jennifer Lopez. 21 grudnia stał się pierwszym klipem wideo na YouTube, który osiągnął miliard wyświetleń, a 31 maja 2014 roku pierwszym, który osiągnął dwa miliardy.
Dodatkowo pobił rekord Guinnessa, posiadając najwięcej głosów „To mi się podoba” w serwisie YouTube.
Film zmusił programistów YouTube do naniesienia zmian w liczniku wyświetleń – dotychczas stosowano 32-bitową zmienną. Po przekroczeniu jej maksymalnej wartości (ok. ponad 2 miliardy) zastosowano zmienną 64-bitową, obsługującą wartości do ok. 9 trylionów. 

## Tło
„Gangnam Style” to w języku koreańskim kolokwializm oznaczający życie w luksusie. Odnosi się do dzielnicy Gangnam-gu (강남구 · 江南區) w Seulu, która jest symbolem mody i luksusu, podobnie jak Beverly Hills w USA.
Piosenka i teledysk nawiązują do tej tematyki, choć tematem przewodnim tekstu jest głównie idealna dziewczyna. W teledysku wielokrotnie pojawia się Hyuna, południowokoreańska piosenkarka, która wraz z Psy nagrała też własną wersję piosenki.
W koreańskich teledyskach popularne są cameo z koreańskimi celebrytami. W „Gangnam Style” pojawiają się członkowie zespołów takich jak: 4minute, Big Bang oraz MC Yoo Jae-suk i osobowość telewizyjna No Hongchul. Na początku filmu występuje też tańczący 5-letni chłopiec. Jak twierdzi Psy, zobaczył go dzień wcześniej w filmie z koreańskiego programu Mam talent, w którym tańczył układ Michaela Jacksona.

## Wpływ

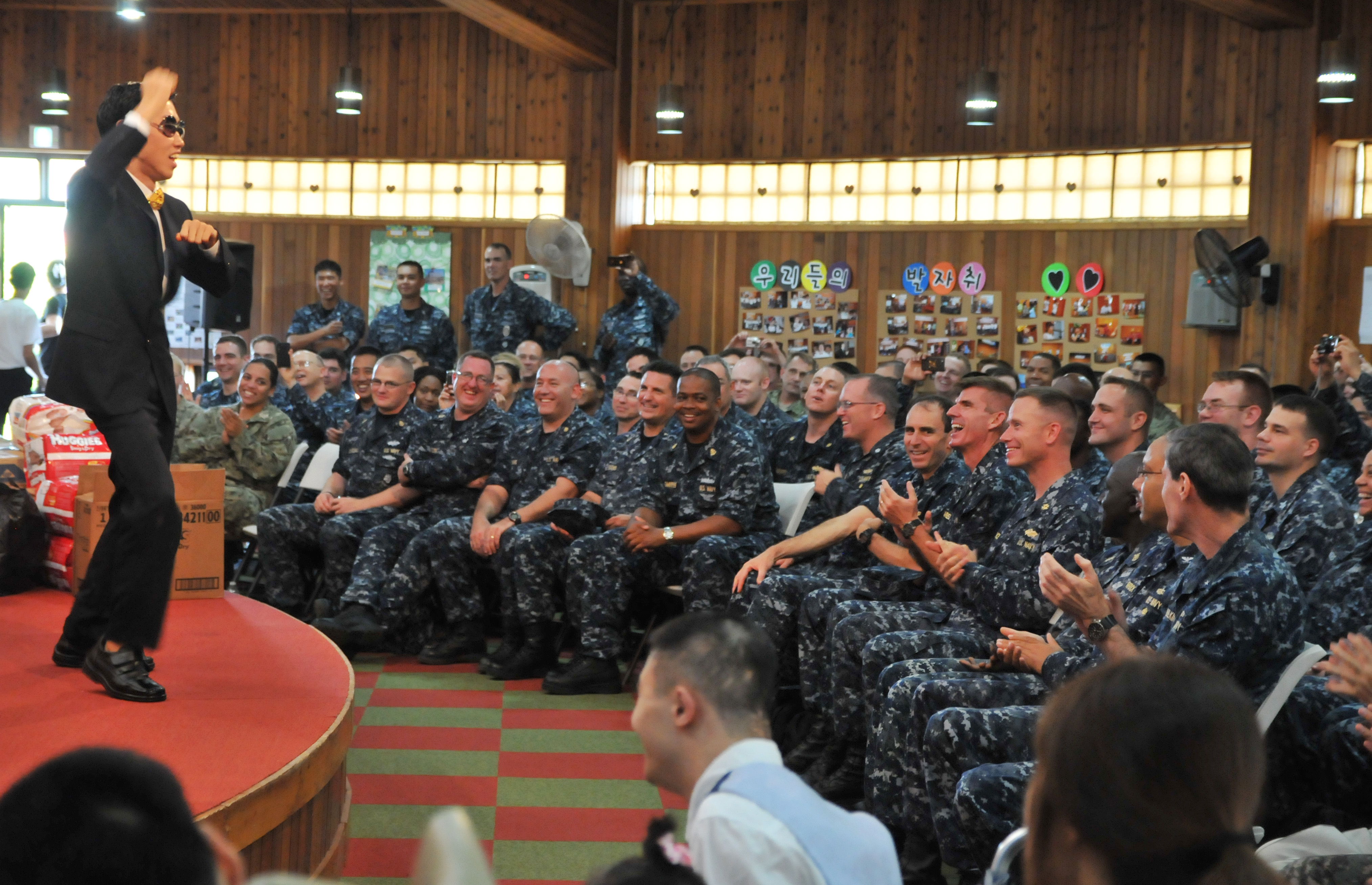
Taniec Gangnam Style w bazie United States Navy

Fiński tabloid Ilta-Sanomat 28 lipca 2012 roku jako jeden z pierwszych zwrócił uwagę na teledysk i napisał: „Zapomnijcie o Macarenie, nadchodzi koński taniec!”. Piosenka i taniec stały się światowym fenomenem porównywanym do kultowej „Macareny”. Ludzie na całym świecie zaczęli tańczyć taniec „Gangnam Style”. Organizowano flash moby, na których ludzie tańczyli w rytm piosenki.
Teledysk został nominowany do MTV Europe Music Awards 2012. O tańcu z „Gangnam Style” napisały na swoim Twitterze m.in. T-Pain czy Katy Perry. 10 września 2012 roku Psy pojawił się w amerykańskim talk-show The Ellen DeGeneres Show w telewizji NBC, w którym uczył Britney Spears swojego tańca. „Gangnam Style” na swoim koncercie zatańczyła Nelly Furtado oraz razem z Psy’em Madonna. 18 września taniec zaprezentowano w polskim programie Dzień dobry TVN. Podkład do „Gangnam Style” wykorzystuje m.in. polska grupa V-Unit z satyrycznym utworem „V dla Polski (Jarek Polskę zbaw)”, który opublikowany w październiku 2012 w serwisie Youtube w grudniu 2012 miał ponad 1,6 mln odsłon. Jego treścią są absurdy polskiej polityki i niespełnione obietnice rządu Donalda Tuska.